# Ancy-le-Libre
Ancy-le-Libre é uma comuna francesa na região administrativa de Borgonha-Franco-Condado, no departamento de Yonne. Estende-se por uma área de 22 km². Em 2010 a comuna tinha 179 habitantes (densidade: 8,1 hab./km²).